# Rancho Nuevo, Perote
Rancho Nuevo är en ort i Mexiko.   Den ligger i kommunen Perote och delstaten Veracruz, i den sydöstra delen av landet, 200 km öster om huvudstaden Mexico City. Rancho Nuevo ligger 3 040 meter över havet och antalet invånare är 418.
Terrängen runt Rancho Nuevo är kuperad åt nordväst, men åt sydost är den bergig. Runt Rancho Nuevo är det ganska tätbefolkat, med 96 invånare per kvadratkilometer. Närmaste större samhälle är Perote, 6,7 km nordväst om Rancho Nuevo. I omgivningarna runt Rancho Nuevo växer huvudsakligen savannskog.